# チンバイ
チンバイ（モンゴル語: Čimbai、生没年不詳）は、13世紀前半にモンゴル帝国に仕えたスルドス部出身の将の一人。弟で「四駿」の一人にも数えられるチラウンとともに少年期のテムジン（後のチンギス・カン）の苦境を救ったことで知られる。
『元朝秘史』では沉白（チンベ）、沈白(shĕnbái)もしくは沈伯(shĕnbǎi)、『聖武親征録』では闖拜(chuǎngbài)と漢字転写されている。

## 概要
チンバイの一族が属するスルドスはモンゴル・ウルスの中でも弱小な集団で、有力なタイチウト氏族に隷属していた。12世紀末、父のイェスゲイの急死により幼くしてキヤト氏の長となったテムジンは、モンゴル部内の主導権を欲するタイチウト氏により命を狙われるようになった。ある時、タイチウト氏のタルグタイ・キリルトク率いる一団はテムジンの家を襲撃し、テムジンは家族を逃がしたものの自らは捕まってしまった。
諸史料が一致して伝える所によると、この時テムジンは脱走を図ったがタイチウトの追っ手に追いつかれ、オノン川林中の水たまりに伏せて隠れた。しかしタイチウトの追っ手の一人、スルドス氏のソルカン・シラはテムジンを見つけるとその境遇に同情し、仲間には報告せず違う場所を捜すよう提案したため、テムジンはタイチウトの追跡から逃れることができた。危急を逃れたテムジンは一時ソルカン・シラの家に匿われたが、『元朝秘史』によると当初テムジンを匿うのを渋っていたソルカン・シラをチラウンとチンバイ兄弟が「雀をロンドル（大柄な肉食鳥）が草むらの中に追い込んだら、草むらは救ってくれるものですよ。今、我々の所にきた者に、どうしてそのように言うのですか」と非難して、兄弟が率先してテムジンの世話をしたという。
タイチウトの追っ手が去った後、ソルカン・シラはテムジンの旅装を整え送り出し、テムジンは無事家族の下に帰還することができた。若い頃命を救ってくれたソルカン・シラとその一族に対し、チンギス・カン（テムジン）は後々まで感謝の意を忘れず、「最大限の名誉、尊敬を与えた」。
テムジンがタイチウト追っ手から逃れた後もソルカン・シラの一族は引き続きタイチウトに仕えていたが、1290年代始めにはベスト部のジェベやジャライル部のジョチ・チャウルカンらとともにチンギス・カンの下へと帰順した。

### メルキト残党の討伐
史料上に残るチンバイの唯一の戦功は1204年冬のメルキト部残党討伐であった。この年、ナイマン部族との決戦に勝利したチンギス・カンはモンゴル高原の大部分を制圧し、残る敵対部族を各個撃破していったが、その中でも最大の勢力がトクトア・ベキ率いるメルキト部族であった。チンギス・カンはカラ・ダル水源およびタイカル砦の戦いでトクトア・ベキ率いるメルキト軍を破ったものの、これと並行して一度チンギス・カンに投降していたウワズ・メルキト族長のダイル・ウスンが叛旗を翻してセレンゲ川方面に移動した。なお、このメルキト部残党討伐に関する『元朝秘史』の記述はかなり混乱しており、チンギス・カンが金朝遠征から帰還した後に行われた遠征とも混同されている。
このダイル・ウスン軍討伐に抜擢されたのが「四駿」の一人ボロクル・ノヤンとチンバイであった。両者は「右翼軍」を率いてダイル・ウスンの討伐には成功したものの、トクトア・ベキ率いる軍団は北西方面に逃れてしまい、メルキト部族の完全平定は先延ばしされることになった。なお、1206年のモンゴル帝国建国時にソルカン・シラはチンバイが討伐を行ったメルキト部の故地セレンゲ川流域を今までの功績に対する恩賞として賜るよう申し出、チンギス・カンはこれを認めている。

## スルドス部ソルカン・シラ家
- 千人隊長ソルカン・シラ（Sorqan Šira ＞鎖児罕失剌/suŏérhǎnshīlà,سورغان شيره/Sūrghān Shīra）
  - チラウン・バートル（Čila'un ba'atur ＞赤老温/chìlǎowēn,چيلاوغان بهادر/Chīlāūghān bahādur）
    - スドン・ノヤン（Sudon noyan ＞宿敦/sùdūn,سدون نویان/Sudūn Nūyān）
      - カジュダル（Qajudar ＞قاجودر/Qājūdar）
      - サルタク・ノヤン（Sartaq noyan ＞سرتاق نویان/Sartāq Nūyān）
      - 万人隊長ブルジャ（Burja ＞بورجه/Būrja）
      - 極位御家人スンジャク・ノヤン（Sunjaq noyan ＞سونجاق نویان/Sūnjāq Nūyān）
      - トダン（Tudan ＞تودان/Tūdān）
        - マリク（Malik ＞ملك）
          - 万人隊長チュバン（Čuban ＞出班/chūbān,جوبان/Jūbān）
            - アミール・ハサン（Amīr Ḥasan ＞أمير حسن）
            - テムル・タシュ（Temür taš ＞أمير تیمور تاش/Amīr tīmūr Tāsh）
              - シャイフ・ハサン（Shaykh ḥasan ＞شیخ حسن）
              - マリク・アシュラフ（Malek Ashraf ＞ملک اشرف）

            - ダムシャク・ホージャ（Damshaq noyan ＞خواجه نویان）
            - シャイフ・マフムード（Shaikh Maḥmūd ＞شيخ محمود）

    - アラカン（Alaqan ＞阿剌罕/ālàhǎn）
      - ソグドゥ（Soγudu ＞鎖兀都/suŏwùdōu）
        - タングタイ（Tangγutai ＞唐古䚟/tánggŭdǎi）
          - ガインドゥバル（Gaindu-dpal ＞健都班/jiàndōubān）

    - ナドル・ビチクチ（Nadr ＞納図児/nàtúér）
      - チャラン（Čalan ＞察剌/chálà）
        - ウクナ（Uquna ＞忽訥/hūnè）
          - トク・テムル（Toq temür ＞脱帖穆耳/tuōtièmùěr）
            - オルク・ブカ（Örüg buqa ＞月魯不花/yuèlǔbùhuā）

  - チンバイ（Čimbai ＞沈伯/shĕnbǎi）